# Araeolaimus supralitoralis
Araeolaimus supralitoralis is een rondwormensoort uit de familie van de Diplopeltidae. De wetenschappelijke naam van de soort is voor het eerst geldig gepubliceerd in 1960 door Wieser.